# Heinrich Bartelheimer
Heinrich Bartelheimer (* 5. Juni 1908 in Rotenburg; † 8. Dezember 1985 in Hamburg)  war ein deutscher Internist und Hochschullehrer.

## Werdegang
Heinrich Friedrich Wilhelm Bartelheimer studierte nach dem 1928 in Bremen abgelegten Abitur Medizin in Heidelberg und Hamburg, wo er 1932 zum Dr. med. promoviert wurde.
Von 1937 bis 1941 war er an der Universität Greifswald tätig, wo er sich 1940 mit einer diabetologischen Arbeit habilitierte.
Von 1945 bis 1948 war Bartelheimer internistischer Chefarzt am Kreiskrankenhaus in Zeven-Aspe und ab 1950 Apl.Professor für Innere Medizin an der Universität Kiel. 1952 übernahm er eine Chefarztstelle am Krankenhaus Berlin-Moabit. Von 1960 bis zu seiner Emeritierung im Jahr 1976 war Bartelheimer Ordinarius für Innere Medizin und Leiter der I. Medizinischen Universitätsklinik Hamburg als Nachfolger von Hans Heinrich Berg.

## Ehrungen (Auswahl)
- 1976: Thannhauser Medaille